# Нативний стан
Нативний стан в біохімії — стан біомолекули, найчастіше білка, коли ця молекула зберігає структуру, необхідну для функціонування в організмі. Втрата нативного стану називається денатурацією.
Хоча молекули білків складаються з нерозгалужених ланцюгів амінокислот, вони вимагають певної тривимірної структури для виконання своєї біологічної функції. Часто найзвичайніший стан білка не є станом найнижчої енергії, крім того, структура може бути порушена за рахунок хімічних модифікацій білка або взаємодії з іншими молекулами. Зміни форми білків можуть приводити до кількох нейродегенеративних хвороб, зокрема хвороб, викликаних амілоїдами і, згідно з поширеною гіпотезою, пріонами.
Багато ферментів та інших білків мають більш ніж один нативний стан, між якими вони переходять в процесі нормального функціонування. Проте, «нативний стан» використовується майже виключно в однині, зазвичай, щоб відрізняти належним чином згорнуті білки від тих, що не встигли згорнутися або підалися денатурації. При описі кількох можливих структур активного білка зазвичай використовується термін «конформація» або «структура».
Згорнуті і розгорнуті білки часто легко розділити завдяки їхній розчинності у воді, оскільки багато білків стають нерозчинними при денатурації. Протеїни в нативному стані мають характерну вторинну структуру, яка може бути виявлена спектроскопічно, за допомогою ЯМР спектроскопії.